# Alexandre Massura
Alexandre Massura Massura Neto (São Bernardo do Campo, 10 giugno 1975) è un ex nuotatore brasiliano.
Specializzato nello stile libero e nel dorso, ha partecipato alle Olimpiadi di Atlanta 1996 e di Sydney 2000.

## Palmarès
- Mondiali in vasca corta

Rio de Janeiro 1995: oro nella 4x100m sl.
- Giochi panamericani

Winnipeg 1999: oro nella 4x100m misti e argento nei 100m dorso.